# Christiaan Barnard

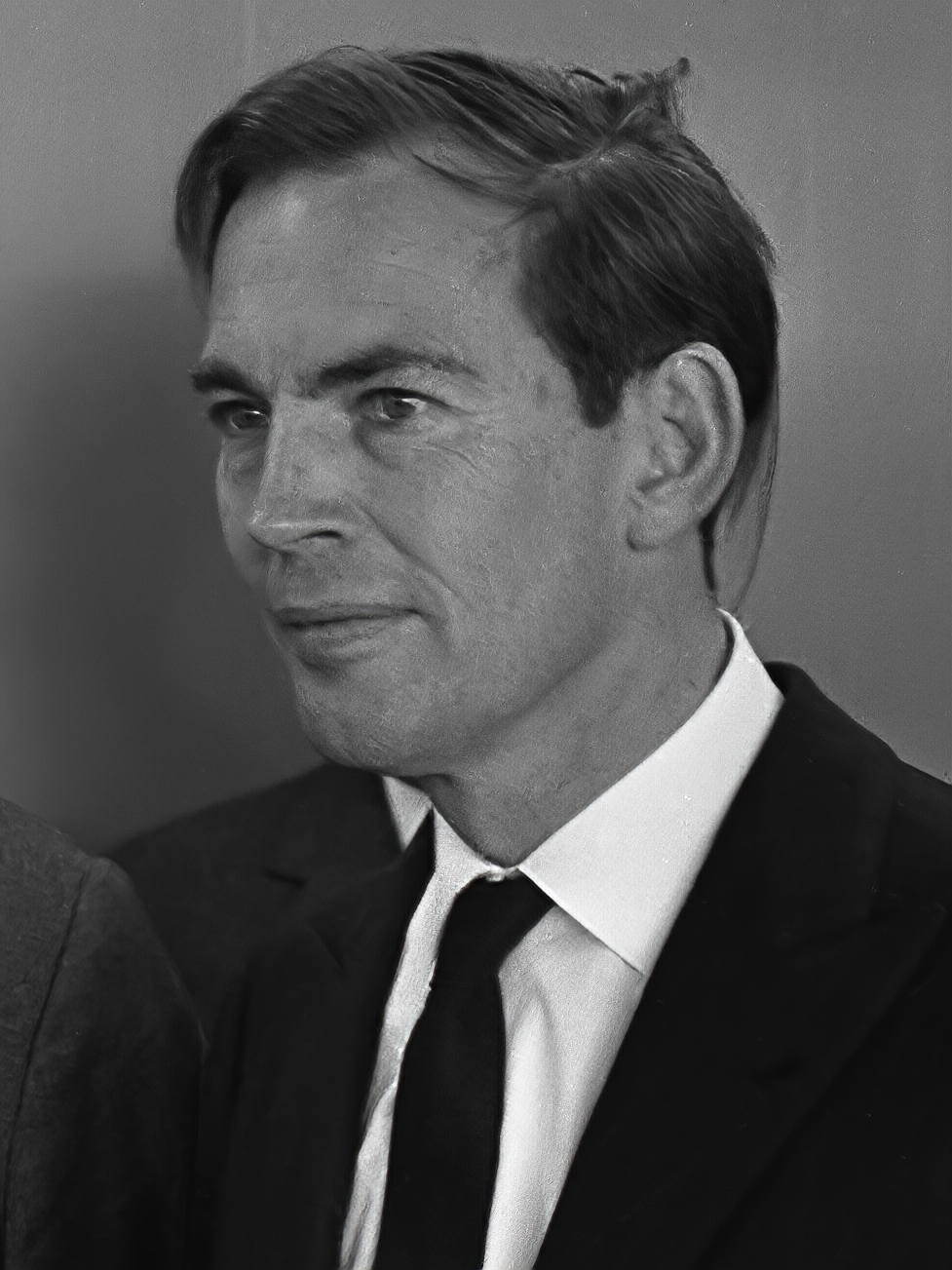
Christiaan N. Barnard (1968)

Christiaan Neethling Barnard (* 8. November 1922 in Beaufort West, Südafrika; † 2. September 2001 in Paphos, Zypern) war ein südafrikanischer Herzchirurg und Pionier auf dem Gebiet der Herztransplantationen.
Am 3. Dezember 1967 führte ein südafrikanisches Transplantationsteam unter der Leitung von Christiaan Barnard die weltweit erste Herztransplantation bei einem Menschen am Groote Schuur Hospital in Kapstadt durch. Der Patient Louis Washkansky überlebte die Operation 18 Tage.
Im Jahre 2004 wurde Barnard hinter Nelson Mandela auf Platz 2 der Liste der 100 größten Südafrikaner aller Zeiten gewählt („100 Greatest South Africans of all time“). Nicht nur in Südafrika gilt er seit den 1960er Jahren als Legende.

## Familie
Barnard wuchs in einem evangelischen Pfarrhaus auf. Er war einer von vier Söhnen einer burischen Predigerfamilie in der südafrikanischen Kapprovinz und wuchs in ärmlichen Verhältnissen auf. 1948 heiratete er Aletta Gertruida Louw, das Paar bekam eine Tochter und einen Sohn. Nach der Scheidung 1970 heiratete er die 18-jährige Barbara Maria Zoellner, das Paar bekam zwei Söhne. 1982 wurde die Ehe geschieden. 1988 wurde Karin Setzkorn seine dritte Ehefrau, mit der er eine Tochter und einen Sohn hatte. 2000 wurde auch diese Ehe geschieden. Im Urlaub auf Zypern erlag Barnard 2001 einem Atemstillstand infolge eines asthmatischen Anfalls. Nach der Einäscherung des Leichnams wurde die Urne nach Südafrika überführt und im Garten der Niederländisch-reformierten Kirche in Beaufort West beigesetzt.

## Ausbildung und Beruf
Wie sein Bruder Marius, der später in seinem Transplantationsteam arbeitete, besuchte Barnard die Highschool des Heimatorts und studierte an der Universität Kapstadt und der Universität von Minnesota Medizin. Er erhielt in den USA seine chirurgische Fachausbildung, operierte bei dem Herzchirurgen Clarence Walton Lillehei in Minneapolis am offenen Herzen und machte sich mit den neuesten Techniken der noch experimentellen Herztransplantation vertraut. Als Geschenk der amerikanischen Kollegen brachte er 1958 eine Herz-Lungen-Maschine nach Südafrika mit. Dort arbeitete er als praktischer Arzt in Kapstadt und am Groote Schuur Hospital. Er wurde rasch chirurgischer Assistenzarzt, darauf Direktor der „Medical School“ der Universität Kapstadt und im Alter von erst 40 Jahren zum Professor für Thoraxchirurgie berufen. Er führte rund eintausend Herzoperationen mit verschiedenen Techniken durch.
Mit einer modifizierten Methode der amerikanischen Kollegen führte der bis dahin kaum beachtete Barnard am 3. Dezember 1967 die weltweit erste erfolgreiche Herztransplantation durch.
1983 musste er das Operieren aufgeben, weil er an Arthritis erkrankte und insbesondere seine Hände betroffen waren. 1985 übernahm er eine wissenschaftliche Stellung am Herzzentrum in Oklahoma, USA.

## Leistung
Am 3. Dezember 1967 leitete Christiaan Barnard das 31-köpfige Transplantationsteam, dem erstmals eine Herztransplantation am Menschen gelang. Dem Patienten, Louis Washkansky, wurde in einer fünfstündigen Operation im Groote Schuur Hospital in Kapstadt das Herz der im Alter von 25 Jahren bei einem Autounfall verunglückten Denise Darvall verpflanzt. Die Operation war insofern erfolgreich, als Washkansky sie überlebte. Zur Verhinderung einer Abstoßungsreaktion seines Körpers auf das fremde Organ wurden Washkanskys Immunkräfte weitestgehend außer Kraft gesetzt. So starb er nach 18 Tagen infolge eines Infekts an einer Lungenentzündung.
Der zweite Patient Philip Blaiberg wurde am 2. Januar 1968 operiert und lebte 18 Monate mit dem verpflanzten Herzen.
Ein wichtiges Mitglied von Barnards Team war auch der farbige Südafrikaner Hamilton Naki, der erhebliche Beiträge zur Entwicklung der Operationstechnik leistete, welche jedoch aufgrund der Apartheid seinerzeit verschwiegen werden mussten.
1974 gelang Barnard der Nachweis, dass in der Brust des Menschen zwei Herzen schlagen können: Er führte die erste „Huckepack“-Herztransplantation (heterotope Transplantation) durch, eine Maßnahme, um die Arbeit des neuen Herzens mit der Arbeit des alten Herzens zu unterstützen.

## Barnard als Medienstar
Bereits sein erster Fernsehauftritt in Deutschland sorgte für Schlagzeilen, da Barnard mit einem bekannten Nacktmodell im Arm auf der Titelseite einer Illustrierten zu sehen war. Barnard war nun ein Medienstar und sagte einem dem Jet-Set ähnlichen Lebensstil zu. In seiner Autobiografie „Das zweite Leben“ geht Barnard selbstkritisch mit dieser Phase um und gesteht, dass sein Familienleben darunter gelitten hat. Seinen Beruf und seine Patienten aber vernachlässigte er nicht. Das Groote Schuur genoss Weltruf und zog internationale Patienten an.
Die Rolle Barnards und seiner Patienten Washkansky und Blaiberg für den Journalismus jener Zeit hat der Medienforscher und spätere Medizinjournalist Eckart Roloff 1972 in einer publizistikwissenschaftlichen Salzburger Dissertation ausführlich dargestellt; sie erschien gut 40 Jahre später erstmals im Druck und ist mit einem aktuellen Vor- und Nachwort versehen.
Seinen Lebensabend verbrachte Barnard in Österreich, wo er die Christiaan Barnard Foundation zur Unterstützung benachteiligter Kinder auf der ganzen Welt gründete, und auf seiner Farm in Beaufort West. Zwei Tage vor seinem Tod und mehr als ein Jahr nach seinem Antrag war ihm laut APA die österreichische Staatsbürgerschaft zuerkannt worden.
Im Fernsehfilm Das Wunder von Kapstadt (2022) von Franziska Buch über die erste Herztransplantation an einem Menschen wurde Barnard von Alexander Scheer verkörpert.

## Veröffentlichungen (Auswahl)
- Human cardiac transplantation. 1968.
- One life. Howard Timmins, Kapstadt 1969.
  - Mein Weg als Arzt und Mensch. Aus dem Englischen von Evelyn Linke und Jan Holthusen, Scherz, Bern/München/Wien 1969.
- Heart Attack: You Don’t Have To Die. 1971.
- The Unwanted. 1974.
- South Africa: Sharp Dissection, In the Night Season. 1977.
- Best Medicine. 1979.
- Good Life – Good Death. 1980.
- The Arthritis Handbook, The Best of Barnard, The Living Body, The Faith. 1984.
- Your Healthy Heart. 1985.
- The Second Life. 1993. (In der deutschen Übersetzung: Das zweite Leben. Erinnerungen des weltberühmten Herzchirurgen. Piper, München 1994, ISBN 3-492-03651-1.)
- Fifty Ways to a Healthy Heart. 2000.